# Període dels sis dràvides
El període dels sis dràvides és un temps de la història de Ceilan, regne d'Anuradhapura, en que el regne va estar sota domini dels Pandya de l'Índia del sud que van envair el país manats per Pandu i el van ocupar. El seu domini va durar 27 anys.
Pandu va entrar a Anuradhapura i es va assabentar que hi havia un jove de sang reial amb hàbits de monjo al Gonisada Vihara a la capital, anomenat Dathusena, que podria algun dia desafiar al seu dret al tron, va donar ordres de detenir-lo; però les ordres van arribar a Mahanama, el sacerdot en càrrec del temple, que era oncle matern del jove, i va poder fugir amb el monjo creuant el riu Gona tot i que en aquell vessava, podent arribar a Ruhuna on el jove aviat va agafar influència doncs un avantpassat havia marxat a la zona i havia adquirit moltes terres en el temps quan Subha va usurpar el tron i va ordenar matar tota la gent de sang reial. Poc després Dathusena fou aclamat per la gent de Ruhunu com a rei d'aquest país, que el veia com un líder que els podia defensar de l'ocupació exterior.
Pandu va morir cinc anys després i va governar breument el seu fill Parindu, però el va suplantar el seu oncle Khudda Parinda, que va oprimir al poble que donava suport a Dathusena amb el que va mantenir guerra constant durant 16 anys fins que va morir i el va succeir Tiritara, un cap pandya.
Dathusena va emprendre una dura campanya de dos mesis i el va derrotar i matar. Tiritara fou succeït per Dathiya, un altre cap, que també va morir en batalla contra Dathusena després d'una guerra de tres anys. El nou rei fou el cap Pithiya, que igualment fou derrotat i mort per Dathusena després d'una campanya de set mesos, que va culminar amb la conquesta d'Anuradhapura.